# Neon Lights (Demi Lovato)
Neon Lights è un singolo di Demi Lovato, pubblicato il 19 novembre 2013.
Una versione del brano riarrangiata in chiave rock insieme ai The Maine è uscita il 15 settembre 2023, all'interno dell'album Revamped.

## Tracce
Download digitale
1. Neon Lights – 3:53 (Demi Lovato, Mario Marchetti, Tiffany Carianyan, Ryan Tedder, Noel Zancanella)